# T-27
T-27 je bil tanketa. V Sovjetski zvezi so jih izdelovali v tridesetih letih po anleški licenci Carden Loyd tankette, ker pa ni bil konkurenčen ostalim so jih bolj malo uporabljali.

## Zgodovina tanka
Sovjeti niso bili najbolj zadovoljni s tanketo Carden Loyd tankette, zato so naredili številne izboljšave, preden so jih začeli serijsko izdelovati pod imenom T-27. Ena od izboljšav je bila prostor za orožje, kjer so priredili prostor za puškomitraljez DT domače proizvodnje. Več sprememb so opravili tudi zaradi prilagoditve vozila na sovjetske razmere. 
Tank je bil uveden v službo 13. februarja 1931. Izdelovali so jih v tovarni »Boljševiška tovarna« in v tovarni GAZ. Opremiti so želeli 63 tanketskih bataljonov vsak opremljen s po 50 tanketami, vendar so kasneje število zmanjšali na 23. Tanketo so testirali tudi za zračni prevoz z bombniki TB-3. T-27 so uporabljali v centralni Aziji. Čeprav so jih v Sovjetski zvezi videli kot uporabne, so jih kmalu izpodrinili težji tanki. Konec tridesetih so tanke uporabljali le še za šolsko rabo, nekatere pa uporabljali kot traktorje za vleko topov. Do leta 1940 je bilo v uporabi 2145 tankov. Nekateri od njih so se bojevali tudi v drugi svetovni vojni. Zadnji zabeležen boj s tanketo T-27 je bil leta 1941 v bitki za Moskvo.